# Фанта
Фанта (на немски: Fanta) е безалкохолна газирана напитка, продукт на компанията „Кока-Кола“, която се предлага в различни варианти (портокал, лимон, ягода, манго, маракуя и лимон, розов грейпфрут и много други), най-популярният от които е с вкус на портокал. По света съществуват около 70 варианти на напитката, но повечето се предлагат само в отделни страни.
В напитката има съдържание на натурален продукт, захар или фруктозен сироп. В последните години се произвежда и „Фанта“ с нискокалорично съдържание (light).
„Фанта“ е произведена за първи път в Нацистка Германия по време на Втората световна война. В началото на войната немците закриват завода за производство на „Кока-Кола“ в Германия. Издадена е заповед да се изобрети чисто немска разхладителна напитка. Първите проби са със сок от ябълки, а след това и от други плодове. Директорът на завода Макс Кайт кръщава напитката „Фанта“. Той не е нацист и след войната се свързва с шефовете на „Кока-Кола“, които си връщат собствеността върху завода и продължават производството на „Фанта“. Компанията „Кока-Кола“ откупува правата върху марката през 1955 г.